# ERT1
ERT1 (acronyme de Ελληνική  Ραδιοφωνία Τηλεόραση 1, Radiodiffusion Télévision hellénique 1) est une chaîne de télévision publique grecque, appartenant au groupe ERT. Fondée en 1966, cette chaîne généraliste diffuse principalement des informations, des programmes de divertissement, des variétés, du sport, des séries et des documentaires.

## Histoire de la chaîne
Les premières émissions régulières de la télévision publique grecque (EIRT) débutent le 23 février 1966, sous la houlette du groupe ERT (Radio-Télévision Hellénique), déjà gestionnaire de trois stations de radio à cette date. Les débuts sont difficiles et la qualité du signal, aléatoire, dès lors que l'on s'éloigne d'Athènes. Les premiers présentateurs, de même que les équipes techniques, sont issus de la radio publique grecque, qui demeure le média dominant à cette époque. En 1967, le régime des Colonels met en place une seconde chaîne de télévision (YENED), gérée par les militaires. La télévision des forces armées grecques est en tête des audiences pendant la période de dictature que connaît le pays (1967-1974). 
Le retour à la démocratie aide la télévision publique à connaître un second souffle. Le développement de productions propres (séries notamment), la retransmission d'événements sportifs et plus encore l'arrivée de la télévision en couleur font de la première chaîne la plus regardée du pays, tandis que YENED peine à se moderniser. C'est pourquoi, en 1982, cette dernière devient une chaîne de service public et passe sous le contrôle de ERT. La première chaîne devient ERT-1, et YENED, ERT-2. 
ERT-1, rebaptisée ultérieurement ET1, reste en tête des audiences jusqu'à l'apparition de chaînes privées comme Mega Channel et ANT1. La perte de téléspectateurs conduit la télévision publique à se redéfinir et à changer d'image : ET-2 est rebaptisée NET et devient une chaîne axée sur le divertissement et l'information, tandis que ET-1, tout en restant une chaîne généraliste, développe de plus en plus de programmes à dominante culturelle. 
Le 19 août 2011, dans le contexte de la crise économique, et dans le cadre de ses économies budgétaires, le gouvernement grec annonce la suppression pure et simple de la première chaîne de télévision publique ET1. Les bâtiments à Athènes et Thessalonique seront récupérés pour y loger des ministères. Les syndicats ont déclaré qu'ils allaient s'opposer à ces mesures.
Le 11 juin 2013, la chaîne ainsi que l'ensemble des chaines du groupe ERT sont brutalement coupées vers 23h (heure locale) après une annonce faite par le gouvernement grec le jour même.
Le 11 juin 2015, deux ans plus tard, la chaîne ERT1 ainsi que l'ensemble du réseau ERT sont réinstaurés.

## Programmes
La grille des programmes de ET1 comprend des émissions pour enfants, des jeux, des dessins animés (dont de nombreuses productions Disney, à la suite d'un accord signé avec le groupe américain), des informations, des débats, des émissions parlementaires (en partenariat avec Voulí - Tileórasi), ainsi que de nombreux événements sportifs (championnat de Grèce de basket-ball, championnat d'Europe de basket-ball masculin, championnat de Grèce de water-polo masculin...). 
La chaîne produit également des émissions culturelles et des magazines de société (Μonogramma, programme sur les grandes figures de l'Histoire, Mousiki Paradosi, programme consacré aux musiques traditionnelles grecques...). 
Elle reprend des séries étrangères, comme Les Feux de l'amour, Desperate Housewives, Lost ou Esprits criminels.
Le groupe ERT, propriétaire de la chaîne, fait partie de l'UER. À ce titre, la chaîne retransmet en direct et en Eurovision les programmes de cet organisme tel que le Concours Eurovision de la chanson ou encore les Jeux sans frontières.

## Audiences
L'audience d'ET1 (2,8 % en 2009, selon une étude AGB Nielsen) a chuté considérablement avec la création de chaînes de télévision privées.

## Identité visuelle (logo)

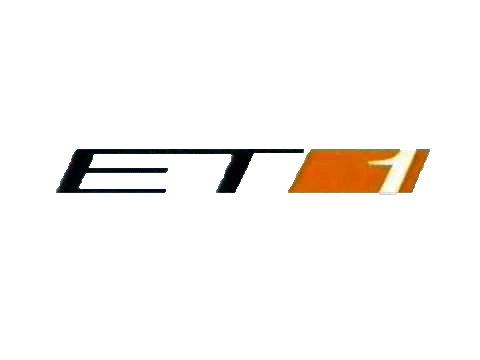
Logo d'ET1 de 2000 au 22 octobre 2003
Logo d'ET1 de 2008 au 11 juin 2013
Logo d'ERT1 depuis le 11 juin 2015
Logo d'ERT 1 depuis le 28 septembre 2020